# Xithi Primera Sección
Xithi Primera Sección är en ort i Mexiko.   Den ligger i kommunen Tepetitlán och delstaten Hidalgo, i den sydöstra delen av landet, 90 km norr om huvudstaden Mexico City. Xithi Primera Sección ligger 2 223 meter över havet och antalet invånare är 293.
Terrängen runt Xithi Primera Sección är kuperad åt sydost, men åt nordväst är den platt. Runt Xithi Primera Sección är det ganska tätbefolkat, med 185 invånare per kvadratkilometer. Närmaste större samhälle är Tezontepec de Aldama, 13,4 km öster om Xithi Primera Sección. Omgivningarna runt Xithi Primera Sección är en mosaik av jordbruksmark och naturlig växtlighet.